# Héctor Equiza
Héctor Daniel Equiza (Verónica, Buenos Aires, ibídem, 10 de junio de 1956-29 de junio de 2021) fue un político argentino. Se desempeñó como intendente del partido de Punta Indio desde 2003 hasta 2011.